# مانويل بيريز (كاهن كاثوليكي)
مانويل بيريز (بالإسبانية: Manuel Pérez Martínez)‏ هو كاهن كاثوليكي إسباني، ولد في 9 مايو 1943 في ألفامين في إسبانيا، وتوفي في 14 فبراير 1998 في كولومبيا بسبب التهاب كبدي.

## وصلات خارجية
- الموقع الرسمي